# Tizapán el Alto
Tizapán el Alto es una localidad del estado mexicano de Jalisco. Es la cabecera del municipio de Tizapán el Alto.

## Toponimia
El nombre «Tizapán» proviene de los términos en náhuatl: tiza, tiza; apan, río. Su significado es «Río de la tiza».

## Demografía
| Gráfica de evolución demográfica |
|                                  |

| Censo | Población |
| ----- | --------- |
| 1900  | 2 020     |
| 1910  | 1 922     |
| 1921  | 2 814     |
| 1930  | 3 529     |
| 1940  | 1 905     |
| 1950  | 2 412     |
| 1960  | 4 662     |
| 1970  | 3 128     |
| 1980  | 10 357    |
| 1990  | 13 398    |
| 2000  | 13 669    |
| 2010  | 14 877    |
| 2020  | 16 324    |